# Tabatatraining
Tabata ist eine Variante des Hochintensitäts-Intervalltrainings (HIIT) beim Sport. Beim Tabata wechseln sich 20 Sekunden hoher Belastung (ca. 170 % VO2max), gefolgt von 10 Sekunden Pause in acht Runden ab. Eine Einheit dauert somit vier Minuten.
Es basiert auf einer Studie aus dem Jahr 1996 von Professor Izumi Tabata (田畑泉) mit olympischen Eisschnellläufern, die ihre Leistung durch Tabata enorm (+ 14 % maximale Sauerstoffaufnahme, + 28 % anaerobe Leistungsfähigkeit) steigern konnten.
Typische Belastungs-Übungen sind dabei z. B. Sprints, Sprünge, Climbers oder Burpees.
Die kurzen intensiven Einheiten trainieren das gesamte Herz-Kreislauf-System. Sie verbessern die aerobe und anaerobe Leistungsfähigkeit beim Ausdauersport. Auch die Kraft und Muskulatur kann dabei im Laufe der Zeit gestärkt werden. Anfänger sollten vorsichtig in dieses auf Profisportler ausgelegte Training einsteigen. Eine vorherige medizinische Leistungsdiagnostik ist von Vorteil.